# Роггенсторф
Роггенсторф (нем. Roggenstorf) — община в Германии, районный центр, расположен в земле Мекленбург-Передняя Померания.
Входит в состав района Северо-Западный Мекленбург. Подчиняется управлению Грефесмюлен-Ланд. Население составляет 444 человека (на 31 декабря 2010 года). Занимает площадь 19,88 км².